# Chateaubelair
Chateaubelair è un centro abitato di Saint Vincent e Grenadine, capoluogo della parrocchia di Saint David.